# Bechertshöfen
Bechertshöfen ist ein Gemeindeteil der Stadt Gefrees im Landkreis Bayreuth (Oberfranken, Bayern). Bechertshöfen liegt in der Gemarkung Witzleshofen.

## Geografie
Südlich der Einöde gibt es zwei Weiher und die Ölschnitz fließt vorbei, in die von Osten kommend der Rieglersbach als linker Zufluss mündet. Im Norden erhebt sich der Bechertsberg (534 m ü. NHN). Eine Gemeindeverbindungsstraße führt nach Witzleshofen (0,8 km nördlich) bzw. an Hollenreuth vorbei zur Kreisstraße BT 7 beim Gewerbegebiet Streitau-Neubau (0,9 km westlich).

## Geschichte
Von 1797 bis 1810 unterstand Bechertshöfen dem Justiz- und Kammeramt Gefrees. Infolge des Ersten Gemeindeedikts wurde Bechertshöfen dem 1812 gebildeten Steuerdistrikt Streitau und der zugleich entstandenen Ruralgemeinde Witzleshofen zugewiesen. Im Zuge der Gebietsreform in Bayern wurde Bechertshöfen am 1. Mai 1978 nach Gefrees eingemeindet.

### Einwohnerentwicklung
| Jahr      | 001819 | 001861 | 001871 | 001885 | 001900 | 001925 | 001950 | 001961 | 001970 | 001987 |
| Einwohner | *      | 23     | 21     | 15     | 17     | 14     | 15     | 10     | 9      | 6      |
| Häuser    |        |        |        | 2      | 3      | 3      | 3      | 3      |        | 2      |
| Quelle    | [ 8 ]  | [ 9 ]  | [ 10 ] | [ 11 ] | [ 12 ] | [ 13 ] | [ 14 ] | [ 15 ] | [ 16 ] | [ 1 ]  |

## Religion
Bechertshöfen ist nach St. Georg (Streitau) gepfarrt und evangelisch-lutherisch geprägt.